# ファーリ・オーゲン・ヤルディム
ファーリ・オーゲン・ヤルディム（Fahri Ogün Yardim、1980年 - ）は、ドイツの俳優。ハンブルク出身。

## 主な出演作品
- タイムリミット 見知らぬ影
- おじいちゃんの里帰り
- オーシャンズ・オデッセイ（フィン・カンター）
- 千年医師物語 〜ペルシアの彼方へ〜